# Quake-Engine

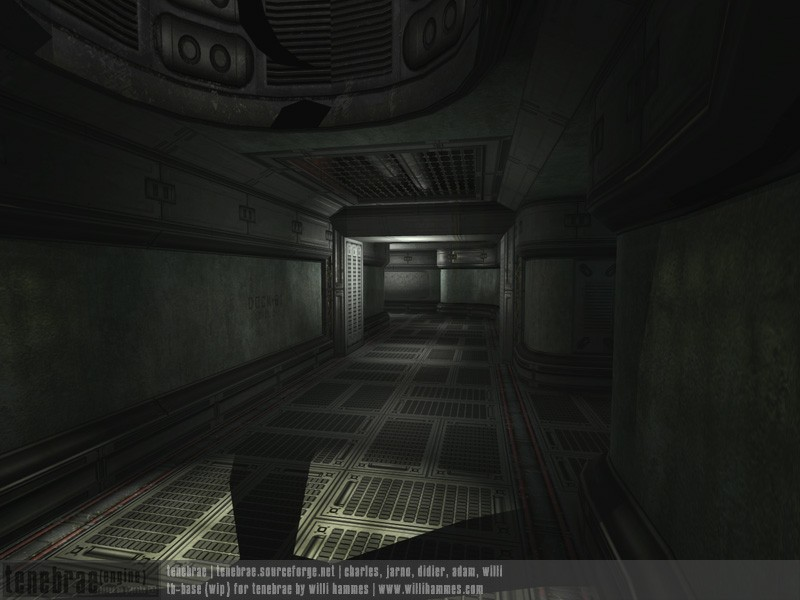
Tenebrae, eine freie, auf der Quake-Engine basierende Software

Die Quake-Engine ist eine 3D-Spiel-Engine von id Software, welche ursprünglich für das Spiel Quake entwickelt und später für weitere Spiele weiterentwickelt wurde.

## Geschichte
Die Quake-Engine wurde im Jahr 1996 gemeinsam mit dem Titel Quake veröffentlicht und ist eine der ersten 3D-Spiel-Engines, welche statt 2-dimensionalen Sprites echte 3-dimensionale Modelle nutzt. Die Spielwelt liegt zudem nicht als 2D-Information vor, welche dann in 3D gerendert wird, sondern besteht aus echten dreidimensionalen Daten. Die Verwendung von Lightmaps und dynamischen Lichtquellen steht ebenfalls im Gegensatz zu den zuvor benutzten statischen Lichtquellen.
Die Engine ist ein Pionier für Immersion – insbesondere die Kombination aus Mouselook und Tastatur-Steuerung eröffnete neue Möglichkeiten für die Spieleentwicklung. GLQuake zeigte wenig später echte hardwarebeschleunigte 3D-Grafik. Ein Großteil der Programmierung an der Quake-Engine wurde von John Carmack geleistet, der auch schon am Vorgänger Doom mitgewirkt hatte.
Die Grafik-Engine wurde über viele Jahre hinweg für etliche andere Computerspiele wiederverwendet und weiterentwickelt, darunter Half-Life und Hexen 2. Zudem kam die Quake-Engine auch in den von id Software selbst entwickelten Nachfolgetiteln der Quake-Serie, Quake II („id Tech 2“) und Quake III Arena („id Tech 3“), zum Einsatz. Seitens id Software war Quake III Arena die letzte große Verbesserung der Quake-Grafikengine – eine von Grund auf neu programmierte Engine („id Tech 4“) – erschien im August 2004 mit dem Spiel Doom 3.
id Software veröffentlicht einige Jahre nach dem Release üblicherweise den Quellcode der Quake-Spiele unter der GNU GPL. So wurde der Quellcode von Quake am 21. Dezember 1999, von Quake II am 22. Dezember 2001 und von Quake III Arena am 19. August 2005 freigegeben.

## Spiele, die auf der Quake-Technologie basieren

Stammbaum der Quake engines

Quake-Stammbaum, -Engines und -Spiele basierend auf id Tech 2

Hier findet sich eine hierarchische Auflistung der Engines und der Spiele die daraus hervorgegangen sind. Es sollte beachtet werden, dass es sich hierbei sowohl um die Namen der Engines als auch um die Bezeichnungen der Spiele handeln kann. Ferner sind auch Spiele aufgelistet, welche eine Quake-Engine lizenzieren und/oder eine weiterentwickelte Engine nutzen (z. B. Half-Life).

### Lizenzierte Spiele
- Quake („id Tech 2“-Engine)
  - Quake (1996)
    - Quake Mission Pack No. 1: Scourge of Armagon (1997, Erweiterung)
    - Quake Mission Pack No. 2: Dissolution of Eternity (1997, Erweiterung)

  - Hexen 2 (1997)
    - Hexen 2: Portal of Praevus (1998, Erweiterung)
- Quake II („id Tech 2“-Engine)
  - Quake II (1997)
    - Quake II Mission Pack: The Reckoning (1998, Erweiterung)
    - Quake II Mission Pack: Ground Zero (1998, Erweiterung)

  - Heretic 2 (1998)
  - SiN (1998)
    - SiN: Wages of Sin (1999, Erweiterung)

  - Kingpin: Life of Crime (1999)
  - Daikatana (2000)
  - Soldier of Fortune (2000)
  - Anachronox (2001)
- Quake III Arena („id Tech 3“-Engine)
  - Quake III Arena (1999)
    - Quake III: Team Arena (2000, Erweiterung)

  - American McGee’s Alice (2000)
  - Heavy Metal F.A.K.K.² (2000)
  - Star Trek: Voyager – Elite Force (2000)
  - Return to Castle Wolfenstein (2001)
  - Medal of Honor: Allied Assault (2002)
    - Medal of Honor: Allied Assault Spearhead (2002, Erweiterung)
    - Medal of Honor: Allied Assault Breakthrough (2003, Erweiterung)

  - Soldier of Fortune II: Double Helix (2002)
  - Star Wars Jedi Knight II: Jedi Outcast (2002)
  - Call of Duty (2003)
    - Call of Duty: United Offensive (2004, Erweiterung)

  - Star Trek: Elite Force II (2003)
  - Star Wars Jedi Knight: Jedi Academy (2003)
  - Wolfenstein: Enemy Territory (2003)

### Weiterentwicklungen, Source Ports und Spiele, die darauf basieren
- GoldSrc
  - Half-Life (1998)
    - Half-Life: Opposing Force (1999, Erweiterung)
    - Half-Life: Blue Shift (2001, Erweiterung)
    - Counter-Strike (1999, Multiplayer-Mod)
    - Team Fortress Classic (1999, Multiplayer-Mod)
    - Day of Defeat (2000, Multiplayer-Mod)

  - Gunman Chronicles (2000)
  - 007: Nightfire (2002)
  - Enter the Matrix (2003)
  - Counter-Strike: Condition Zero (2004)
- IW-Engine
  - Call of Duty 2 (2005)
- Quake („id Tech 2“-Engine)
  - DarkPlaces (Source Port)
    - Nexuiz (2005)
    - Xonotic (2010)
    - Wrath: Aeon of Ruin (2019, Early Access; 2024, Vollversion)
- Quake II („id Tech 2“-Engine)
  - Digital Paint: Paintball 2
  - UFO: Alien Invasion
  - Warsow
- Quake III Arena („id Tech 3“-Engine)
  - ioquake3 (Source Port)
    - OpenArena
    - Tremulous
    - Urban Terror (Standalone Version)
    - World of Padman (Standalone Version)